# Tue Madsen
Tue Madsen, né en 1969,  est un producteur de musique metal danois. Il a collaboré avec des groupes tels que Moonspell, Dark Tranquillity, Mnemic, August Burns Red, Dagoba, Hatesphere... Il possède son propre studio d'enregistrement, le Antfarm Studios. Il joue aussi de la guitare au sein du groupe de metal danois Grope depuis le départ de son guitariste originel, Pixie Killers.
En 1997, il produit son premier album, Embraced by the Absolute d'Autumn Leaves.

## Albums produits

### 1997-2000
- Embraced by the Absolute par Autumn Leaves (1997)
- Bones par Torn (1997)
- Desert Storm par Grope (1997)
- Repertoir par Luksus (1998)
- Weight Watchers All Unite par Cinnamon Sigh (1999)
- Out of the Ruins par Cosmonks (1999)
- Full Contact par N.A.O.P. (1999)
- In The Shallow Waters par 2 Ton Predator (1999)
- Intercooler par Grope (1999)
- Do You Think It's Safe par The Burning Primitive (2000)
- Flowerish par Strömning (2000)

### 2001-2002
- Hard Words Softly Spoken par Jerkstore (2001)
- Living Dead par Mevadio (2001)
- Baby Gimme Love par The Defectors (2001)
- Boogie par 2 Ton Predator (2001)
- My Life My Rules par Freebase (2001)
- Hardcore par Barcode (2001)
- Flow par Villa (2002)
- Pestilence Empire par Exmortem (2002)
- If You Were My Dog par Grope (2002)
- The Darkness of Apokalypse Has Fallen EP par As We Fight (2002)

### 2003
- Hotellet Brænder par Singvogel (2003)
- Save Me a Prayer par One Bar Town (2003)
- Demon Dealer par 2 Ton Predator (2003)
- Hard to Deny par N.A.O.P. (2003)
- Universal Struggle par Knuckldust (2003)
- Samara par The Psyke Project (2003)
- Room Service (Panzerchrist album) par Panzerchrist (2003)
- Hands Down par Mevadio (2003)
- Blunt par Blunt (2003)
- Something Old, Something New, Something Borrowed and Something Black par Hatesphere (2003)
- Sands of Time par Born From Pain (2003)
- Mechanical Spin Phenomena par Mnemic (2003)

### 2004
- Call for Response par Gob Squad (2004)
- Twilight Central Station par Strömning (2004)
- Force the Pace par Withering Surface (2004)
- Epileptic par In-Quest (2004)
- Samurai par Die Apokalyptischen Reiter (2004)
- Endorsed By Hate par Maroon (2004)
- Eternal Cosmic Slaughter par Urkraft (2004)
- Black Nails and Bloody Wrists par As We Fight (2004)
- Damage Done par No Turning Back (2004)
- With Triumph Comes Loss par Cataract (2004)
- The Tracy Chapter par Destiny (2004)
- Destroy par Ektomorf (2004)
- The Audio Injected Soul par Mnemic (2004)

### 2005-2006
- Apparatets Skygge par Singvogel (2005)
- The Comatose Quandaries par In-Quest (2005)
- Nihilistic Contentment par Exmortem (2005)
- Daikini par The Psyke Project (2005)
- Unbreakable par Knuckldust (2005)
- 66Sick par Disbelief (2005)
- Instinct par Ektomorf (2005)
- The Archaic Abattoir par Aborted (2005)
- Down Low par Betzefer (2005)
- Hail Horror par Himsa (2006)
- Idolator par Blood Stain Child (2006)
- What Hell Is About par Dagoba (2006)
- Radiovenom par 20 Inch Burial (2006)
- Lust Stained Despair par Poisonblack (2006)
- The Inhuman Aberration par Urkraft (2006)
- Kingdom par Cataract (2006)
- Doktorens Dosis par Singvogel (2006)
- War par Born From Pain (2006)
- Outcast par Ektomorf (2006)
- Death to Tyrants par Sick of It All (2006)
- The Dead Eye par The Haunted (2006)

### 2007-2009
- Fiction par Dark Tranquility (2007)
- The Game of Fear par Eyeless (2007)
- Slaughter & Apparatus: A Methodical Overture par Aborted (2007)
- Apnea par The Psyke Project (2007)
- Under Satanæ par Moonspell (2007)
- Messengers par August Burns Red (2007)
- Mozaiq par Blood Stain Child (2007)
- Fresh Kill Daily par Mevadio (2008)
- Cataract par Cataract (2008)
- The God of All Mistakes par Eminence (2008)
- Night Eternal par Moonspell (2008)
- Face the Colossus par Dagoba (2008)
- Versus par The Haunted (2008)
- VII par Amatory (2008)

### 2010
- Based on a True Story par Sick of It All (2010)
- Beyond Insanity par Beyond Insanity (ne sortira jamais)
- We Are the Void par Dark Tranquillity (2010)
- Инстинкт Обреченных (Instinct of the Doomed) par Amatory (2010)
- Sesion#2 par Soziedad Alkoholika (2010) (Producer/Master/Mixer)

### 2011
- Unseen par The Haunted
- DUM SPIRO SPERO par Dir en grey (Master/Engineer)
- Prisoners par The Agonist (Mixing/Engineer)
- Cadenas de Odio par Soziedad Alkoholika (Producer/Master/Engineer)
- Imperios Por Derrumba par Dar Sangre (Mastering)
- Suut Ki´in (album) par  MULUC PAX (Mastering)
- Perfection par Cold Snap (Croatia)

### 2012
- UROBOROS Remastered & Expanded par Dir en grey (Master)
- The Acoustic par Ektomorf
- The Beginning par ONE OK ROCK
- I Am par Becoming the Archetype
- Alpha Noir / Omega White par Moonspell
- Untitled album par Slaveatgod
- Owls and Snakes par BatAAr
- Rinkaku par Dir en grey
- Temporality par Diamond Drive (Mastering)

### 2013
- The Constant Fear- Dischord (Venezuela) (Mixing and mastering)
- World War 3 - Cold Snap (Croatia) (Production, recording, mixing and mastering)
- The Distance - BatAAr (mixing and mastering)

### 2014
- Arche par Dir en grey

### 2015
- VITIUM par sukekiyo
- The Final Cull par One Machine

### 2016
- The Violent Sleep of Reason par Meshuggah